# テオドロス・ツェルディス

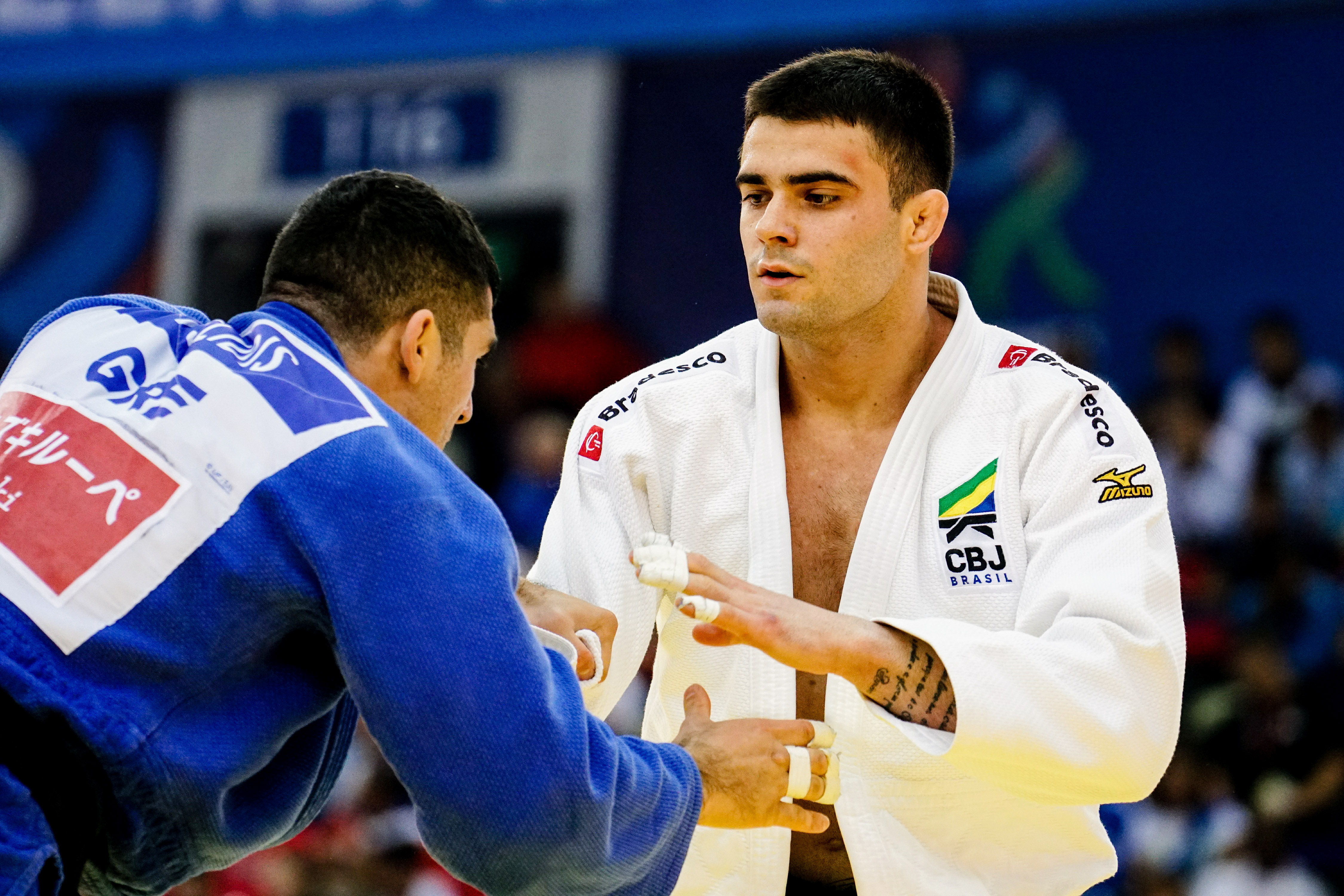

テオドロス・ツェルディス（Theodoros Tselidis 1996年8月5日- ）はギリシャの柔道選手。ロシア出身。階級は90kg級。

## 経歴
2017年まではセリディ・フョードルという名前で大会に出場していた。2018年に国籍をロシアからギリシャに変更すると、名前もテオドロス・ツェルディスに変わった。ヨーロッパ選手権では2度3位になった。2024年にはグランドスラム・タシケントでIJFワールド柔道ツアー初優勝を飾った。パリオリンピックでは銅メダルを獲得した。なお、ギリシャではイリアス・イリアディス以来2人目のオリンピックメダリストとなった。
IJF世界ランキングは3578ポイント獲得で15位(25/5/12現在)。

## 主な戦績
- 2018年 - ヨーロッパ選手権　3位
- 2018年 - グランプリ・フフホト　3位
- 2018年 - 地中海競技大会　3位
- 2022年 - ヨーロッパ選手権　3位
- 2022年 - 地中海競技大会　2位
- 2023年 - グランドスラム・アスタナ　3位
- 2024年 - グランドスラム・タシケント　優勝
- 2024年 - グランドスラム・トビリシ　3位
- 2024年 - パリオリンピック　3位
- 2025年 - グランドスラム・アスタナ　3位

(出典、JudoInside.com)